# Косули
Косу́ли или козу́ли, или ди́кие ко́зы (лат. Capreolus) — род оленей, обитающих на территории Евразии.

## Название
Своё латинское название (лат. capreolus) косуля, вероятно, получила благодаря некоторому сходству с козой (лат. capra); отсюда же русские названия дикая коза, козуля и косуля. По другой версии, своим русским названием косуля обязана косо поставленным зрачкам.
Английское roe (косуля) происходит от староанглийского raha, которое, в свою очередь, происходит от протогерманского *raikhon — возможно, производного от праиндоевропейского *rei-, «полосатый».

## Распространение
В западной части Палеарктики распространена европейская косуля (лат. Capreolus capreolus), далее на востоке живёт сибирская косуля (лат. Capreolus pygargus), отличающаяся более крупными размерами (высота в плечах более 80 см) и большими, широко расставленными, сильно бугорчатыми рогами. Косуля является ценным охотничьим (в Сибири промысловым) животным. Обитает в лиственных и смешанных лесах, в открытых местностях по кустарникам, типична для лесостепи, в горах поднимается до полосы вечных снегов.

## Описание
Небольшие олени, обладающие стройным телосложением и длинной шеей. Ноги тонкие и длинные. Голова небольшого размера с длинными и широкими ушами. Только самцы имеют небольшие дважды ветвящиеся рога, в сечении округлые. Обычно рог на вершине оканчивается тремя отростками. Поверхность рога от основания покрыта множеством выступов и бугорков.
Окраска летом тёмно-рыжая, зимой — серо-бурая, в области хвоста белое пятно; хвост очень мал. 
- Косуля на Лосиноостровской биостанции

## Таксономия
Длительное время в зоологии господствовало представление о роде Capreolus как о монотипном роде, в пределах ареала которого выделяется несколько подвидов или географических рас. Тем не менее, к середине XX века большинство классификаций выделяло европейскую косулю Capreolus capreolus L. в качестве отдельной группы, подвида или формы, отличающейся от сибирских косуль.
Сомнения в монотипичности рода возникли в 1970—80-х годах, после обнаружения различий в хромосомном наборе европейской и сибирской косуль, репродуктивных барьеров при их гибридизации и разницы в уровне метаболизма. Эти особенности наряду с географической обособленностью позволили выделить европейскую косулю в отдельный вид. В то же время по многим морфологическим, иммунохимическим и генетическим показателям европейская косуля является, по сути, уменьшенной копией сибирской косули.